# Доренґовиці
Доренґовиці (пол. Doręgowice) — село в Польщі, у гміні Хойниці Хойницького повіту Поморського воєводства. Населення — 312 осіб (2011).

## Демографія
Демографічна структура станом на 31 березня 2011 року:
|          | Загалом | Допрацездатний вік | Працездатний вік | Постпрацездатний вік |
| -------- | ------- | ------------------ | ---------------- | -------------------- |
| Чоловіки | 151     | 43                 | 95               | 13                   |
| Жінки    | 161     | 39                 | 96               | 26                   |
| Разом    | 312     | 82                 | 191              | 39                   |